# Sierra Madre de Chiapas
Sierra Madre je glavno gorovje v Srednji Ameriki. Znano je kot Sierra Madre de Chiapas v Mehiki. Prečka Salvador, Gvatemalo, Mehiko in Honduras. Sierra Madre je del ameriške Kordiljere, verige gorskih verig, ki je sestavljena iz skoraj neprekinjenega zaporedja gorskih verig, ki tvorijo zahodno hrbtenico Severne Amerike, Srednje Amerike in Južne Amerike.

## Geografija
Pogorje poteka severozahodno–jugovzhodno od zvezne države Chiapas v Mehiki, čez zahodno Gvatemalo, v Salvador in Honduras. Večina vulkanov Gvatemale, ki je del Srednjeameriškega vulkanskega loka, je v dosegu.
Ozka obalna nižina leži južno od območja med Sierra Madre in Tihim oceanom. Na severu leži vrsta visokogorja in depresij, vključno z depresijo Chiapas, ki ločuje Sierra Madre od planote Chiapas, gvatemalskega višavja in notranjega višavja Hondurasa.
Območje tvori glavno drenažno ločnico med pacifiškim in atlantskim rečnim sistemom. Na pacifiški strani je razdalja do morja kratka in potoki, čeprav zelo številni, so posledično kratki in hitri. Nekaj potokov pacifiških pobočij izvira v gvatemalskem višavju in sili pot skozi Sierra Madre na dnu globokih grap. Na vzhodni strani številne reke atlantskih pobočij dosežejo precejšen volumen in velikost.
Ekoregija vlažnih gozdov Sierra Madre pokriva južna pobočja gora. Gore prestrezajo vetrove iz Pacifika, ustvarjajo meglo, oblake in orografske padavine, ki vzdržujejo oblačne gozdove ekoregije. Ekoregija srednjeameriškega bora in hrastovih gozdov pokriva visoke vrhove in severna pobočja Sierre.

### Prebivalstvo
Prebivalstvo Sierra Madre de Chiapas sestavljajo različna majevska plemena, med katerimi sta najštevilčnejša in pomembna plemena Quiché in Mam.

### Zgodovina
Okoli leta 1400 je območje prešlo pod nadzor Aztekov. Iz tega časa izvirajo tudi številna krajinska imena in imena krajev v jeziku nahuatl. Leta 1523/4 so območje osvojili španski konkvistadorji pod vodstvom Pedra de Alvarada.

### Regionalna imena
Blizu gvatemalskega mesta je znano kot Sierra de las Nubes in vstopi v Mehiko kot Sierra de Istatan. Njegov vrh ni dobro definiran greben, ampak je pogosto zaobljen ali sploščen v mizo. Smer velikih vulkanskih stožcev, ki se dvigajo v nepravilni liniji nad njim, ni enaka glavni osi same Sierre, razen blizu mehiške meje, ampak ima bolj južni trend, zlasti proti Salvadorju.

### Vulkani
Podnožje mnogih vulkanskih magmatskih vrhov leži med južnim vznožjem v južnem delu pogorja. Sierra Madre pa je nemogoče razdeliti na severno in vulkansko verigo; kajti vulkani so izolirani z odseki sorazmerno nizke države; vsaj trinajst velikih potokov teče med njimi, od glavnega razvodja do morja. Gledano z obale se zdi, da se vulkanski stožci dvigajo neposredno iz osrednjih višin Sierra Madre; v resnici pa so njihove baze praviloma južneje.
Vzhodno od Volcán Tacana (4092 metrov), ki označuje mehiško mejo, so glavni vulkani Tajumulco (4220 metrov); Santa Maria (3777 m), ki je izbruhnila leta 1902, po stoletjih mirovanja, v katerih so njena pobočja preraščali gosti gozdovi; Atitlan (3557 metrov), s pogledom na jezero Atitlan; Acatenango (3976 metrov); Fuego (3763 metrov), ki je dobil ime po svoji dejavnosti v času španskega osvajanja; Volcán de Agua (3765 metrov), tako imenovana leta 1541, ker je uničila nekdanjo prestolnico Gvatemale s poplavo vode iz njenega poplavljenega kraterja; in Pacaya (2550 metrov), skupina magmatskih vrhov, ki so izbruhnili leta 1870. Vzhodno od gvatemalske meje je pogorje meja med Salvadorjem in Hondurasom. V Salvadorju vulkani tvorijo črto precej južno od območja, kjer več kot dvajset vulkanov tvori pet grozdov. Med Sierra Madre in vulkansko črto leži osrednja planota.